# Xidong, Gansu
Xidong är en köping i nordvästra Kina. Den ligger i stadsdistriktet Suzhou i staden Jiuquan i provinsen Gansu, omkring 620 kilometer nordväst om provinshuvudstaden Lanzhou. Antalet invånare är 8 654. Befolkningen består av 4 132 kvinnor och 4 522 män. Barn under 15 år utgör 17,0 %, vuxna 15-64 år 74 %, och äldre över 65 år 7,0 %.